# 1064 Етуса
1064 Етуса (1926 PA, 1962 HF, 1064 Aethusa) — астероїд головного поясу, відкритий 2 серпня 1926 року.
Тіссеранів параметр щодо Юпітера — 3,404.